# 鵝公岩軌道專用長江大橋

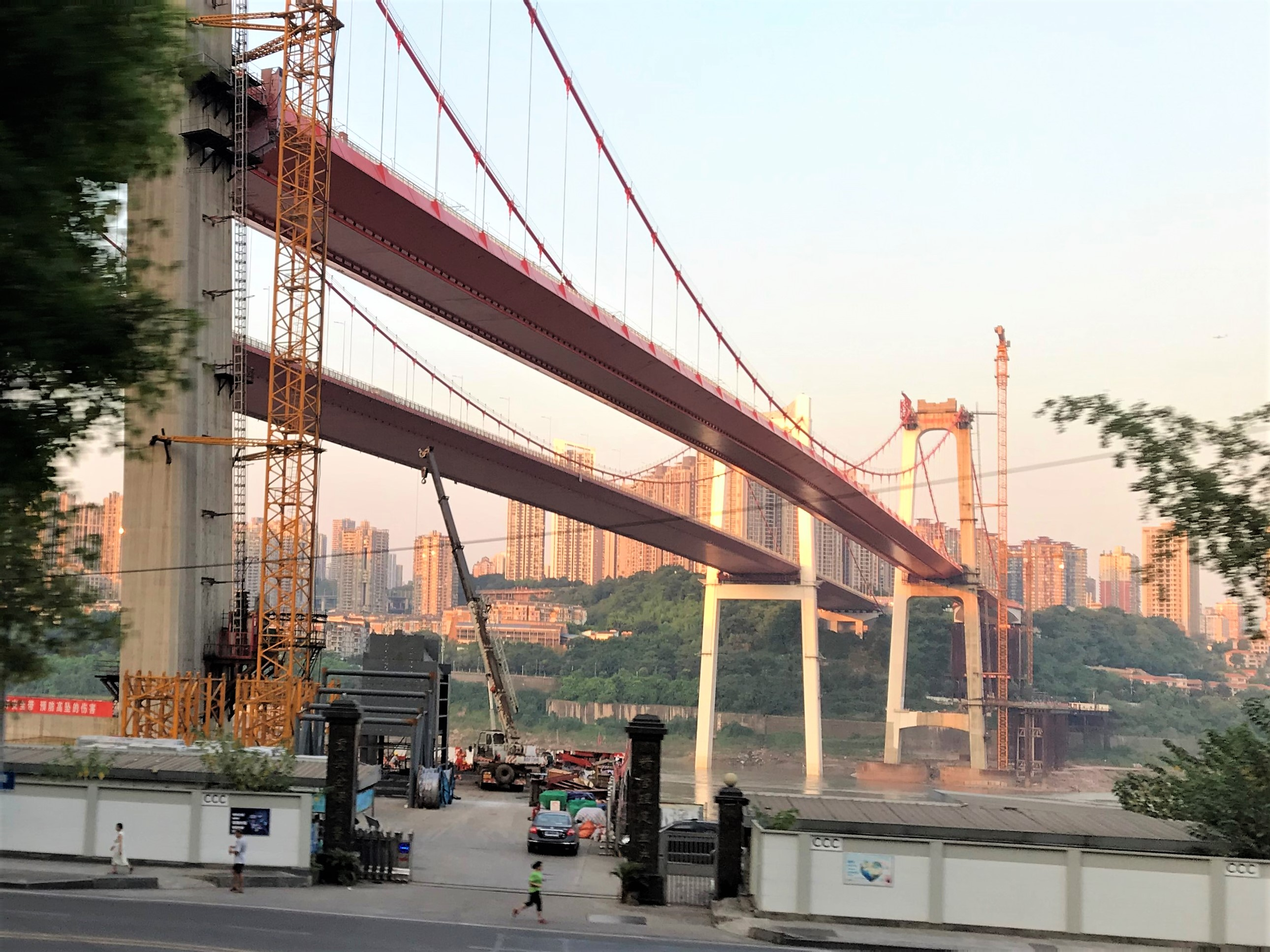
建设中的环线鵝公岩长江大桥

鵝公岩軌道專用長江大橋西端位於重慶市九龍坡區，东端位於南岸區，是重慶軌道交通環線跨長江橋樑，位于线路谢家湾站至海峡路站区间。鵝公岩軌道專用橋位於老橋鵝公岩長江大橋的上游70米，兩橋間距為45米。
2022年1月18日，因桥上一根吊索叉耳螺杆发生断裂，存在安全隐患，大桥关闭运营，导致重庆轨道交通环线奥体中心站经谢家湾站至海峡路站区段运营中断。

## 技术参数
重慶市軌道交通環線二期（上浩至重慶西段）重點建設工程，大橋全長1650.5米，引橋長530.5米，主橋長1120米，跨徑布置為（50+210+600+210+50）米的五跨連續鋼箱梁自錨式懸索橋，主跨為雙塔雙索麵自錨式懸索結構，為目前世界同類橋樑最大跨徑。